# Улица 9 Мая (Пермь)
У́лица 9 Ма́я — улица в городе Перми, административного центра Пермского района и Пермского края России.

## Расположение
От перекрёстка с шоссе Космонавтов до перекрестка с проспектом Декабристов.

## История
Улица известна с 1948 года, и к тому времени улица была застроена частными одноэтажными домами между улицами Танкистов до Декабристов.
К 1964—1965 годам начали строиться панельные и кирпичные «хрущёвки» и «брежневки». Это дома с номерами 14, 16, 18, 18а, 20, 22, 24.
К 1980-м и 1990-м годам построены пятиэтажки дом № 27 в 1984 году, № 18/1 в 1996 году, а также 6-этажные кирпичные дома № 1 в 1994 году, № 3 в 1996 году.

## Транспорт
Проезд до остановки «9 Мая».

## Инфраструктура
По адресу ул. 9 Мая, 9 и 9а функционирует детская городская клиническая больница № 15. А пятиэтажки с № 13 по № 15 — это санаторий-профилакторий и общежитие ПГТУ.
В 1961 году президиум облсовпрофа постановил открыть профсоюзные курсы, которые занимали две комнаты в ДК имени Я. М. Свердлова. Четырёхэтажный учебный корпус профсоюзных курсов в доме № 21 построен в 1966 году. В Пермском региональном учебном центре (РУЦ) проходят обучение не только профсоюзные активисты, но и простые граждане (курсы компьютерной грамотности и др.).
7 июня 2003 года состоялась первая божественная литургия в домовом храме — часовни Иоанна Предтечи при ателье по улице 9 Мая, 18б. В начале 1990-х в доме № 32 годах начало работать ателье. Потом ателье было переименовано в ТОО «Кирас», а затем стало «Про-арт».
По адрес улица 9 мая дом № 30 ранее существовал ипподром, но в 1958 году на его месте было возведено трамвайное депо № 2 «Балатово». Площадь рассчитана на 50 вагонов, планируется довести до 100 мест. Трамваи маршрутов из депо № 2 выезжают на маршрут по улице 9 Мая.